# Anna Line
Anna Line, nata Alice Higham (Dunmow, 1563 circa – Tyburn, 27 febbraio 1601), è stata una santa inglese; martirizzata sotto Elisabetta I, è venerata dalla Chiesa cattolica e ricordata come una dei santi quaranta martiri di Inghilterra e Galles.

## Vita
Nacque nel 1560 circa a Dunmow (Inghilterra orientale) e venne battezzata col nome di Alice. Il padre William Heigham, protestante, si era arricchito acquisendo molte proprietà ecclesiastiche requisite e messe in vendita da Enrico VIII.
All'età di circa vent'anni Alice, assieme al fratello minore William, decise di convertirsi al cattolicesimo e da quel momento decise di farsi chiamare Anna. Incorsero nell'ira del padre, che li rinnegò, e li maledisse. Williams fu diseredato ed Anna perse la sua dote. Nel febbraio 1583 Anna si unì in matrimonio con Roger Line, appartenente ad una facoltosa famiglia di cattolici ricusanti (cioè che non partecipavano ai riti anglicani). Si trasferirono a Londra dove, probabilmente, vissero col fratello minore della sposa. Nella capitale continuarono a professare il loro credo di nascosto, partecipando a Messe clandestine celebrate da don William Thomson. Quando furono scoperti, gli uomini vennero immediatamente arrestati, poi vennero divisi: il fratello William venne portato a Bridewell e costretto ai lavori forzati. Venne rilasciato grazie al gesuita John Gerard, che riuscì a pagare l'esosa multa. Il marito Roger e il sacerdote furono rinchiusi nel piccolo carcere di Old Compter. Roger Line fu diseredato dal padre (i suoi beni andarono al fratello) e fu condannato all'ergastolo dal tribunale. Poco tempo dopo ebbe l'opportunità di scegliere tra le patrie galere e l'esilio. Line lasciò l'Inghilterra e si stabilì nelle Fiandre, dove morì nel 1594.
Fino al 1594 Anna rimase a Londra, dove visse grazie al denaro che le inviò il marito. Quando rimase vedova chiese aiuto a padre John Gerard, il quale le trovò alloggio presso una famiglia cattolica di Wimbish, una parrocchia non lontano dal suo paese di nascita. Anna fu presa a servizio da Jane Wiseman, una vedova devota (madre di otto figli, tra i quali i due laici che affiancarono per anni San Robert Southwell) che nascondeva presbiteri cattolici dai cacciatori di sacerdoti. Nel suo palazzo vi erano delle «buche per sacerdoti», che furono utilizzate anche dallo stesso Gerard. La Wiseman era consapevole che prima o poi sarebbe arrivata un'ispezione nella sua abitazione. Infatti ciò accadde e venne arrestata per aver ospitato il francescano John Jones.
Anna rimase nuovamente senza risorse. Padre Gerard trovò per lei una sistemazione a Londra in una casa-rifugio per sacerdoti. Qui Anna si distinse per amore caritatevole, nonostante la sua salute precaria, e bontà assistendo i consacrati anche mentre Gerard era in carcere. Col tempo le case-rifugio divennero tre e i sacerdoti nascosti ebbero una guardiana «che nessuna donna eguagliava in prudenza» (come scrisse di Henry Garnet, superiore dei gesuiti inglesi). Fece voto di povertà, castità ed obbedienza. Anna svolse questo delicato compito per tre anni. Il 4 ottobre 1597 padre Gerard fuggì dal carcere e trovò rifugio ad Harrowden, 100 km a nord della capitale. Dopo la fuga di Gerard, Anna rinunciò a gestire le sue case. Si trovò per lei un altro fabbricato; Anna si occupò, come copertura, di affittare le camere dello stabile continuando la sua rischiosa missione. Di tanto in tanto padre Gerard tornava a Londra per confortare i confratelli. Un giorno di luglio del 1599 la casa fu perquisita a tappeto mentre Gerard era nascosto. Anna non perse il suo sangue freddo ed evitò che venisse scoperto.
Il 2 febbraio 1601 (la Candelora) i cattolici di tutto il mondo celebravano la Purificazione della Beata Vergine (la solennità è stata abrogata dopo il Concilio Vaticano II). Quel giorno Anna organizzò una Messa solenne per tutti i cattolici londinesi. I vicini di casa notarono l'insolito movimento di persone ed avvertirono le autorità. Le guardie arrivarono ed effettuarono una perquisizione. In una stanza fu trovato un altare, mentre non venne identificato alcun sacerdote (don Francis Page, il celebrante, occultò i suoi paramenti e poi si nascose tra i fedeli). La padrona di casa fu arrestata con l'accusa di aver organizzato la riunione clandestina. Fu rinchiusa nella prigione di Newgate.
Anna Line fu processata il 26 febbraio; era così debole per la febbre che fu portata in aula su una sedia a rotelle. L'accusa fu formulata in base all'Editto 27 di Elisabetta, che puniva tutti i sacerdoti che si erano formati nei seminari e coloro che li aiutavano a nascondersi. Davanti ai giudici disse che non era affatto pentita di aver nascosto un sacerdote e che le dispiaceva solo di «non poterne ospitare altri mille». Fu condannata a morte. La mattina del 27 febbraio Anna, insieme al gesuita Robert Filcock, suo confessore e al benedettino Mark Baarkworth, fu condotta a Tyburn. Fu la prima ad essere impiccata. 
Sul patibolo ripeté ad alta voce quanto aveva detto al processo: 

## Culto
Anna Line fu beatificata da Pio XI il 15 dicembre 1929 e fu canonizzata da Paolo VI il 25 ottobre 1970 nel novero dei Quaranta martiri inglesi e gallesi.